# Irrlicht und Feuer
Irrlicht und Feuer ist ein zweiteiliger Spielfilm des DEFA-Studios für Spielfilme im Auftrag des Deutschen Fernsehfunks von Heinz Thiel und Horst E. Brandt aus dem Jahr 1966, nach Motiven des gleichnamigen Romans von Max von der Grün aus dem Jahr 1963.

## Handlung

### 1. Teil
Jürgen Formann fährt mit seinem Fahrrad vier Kilometer entlang eines Bahndamms zur Schicht im Schacht, die immer um 0:00 Uhr beginnt. Plötzlich tritt eine Frau aus dem Dunkel heraus, die ihn bittet, mit ihr bis zum Morgen spazieren zu gehen, da sie nicht allein sein kann. Obwohl Formann noch nie eine Schicht versäumt hat, lässt er sich darauf ein. Nun erzählt sie, dass ihr Mann jeden Freitag, dem Lohntag, betrunken nach Hause kommt, sie schlägt und dann aus der Wohnung wirft. Sie braucht ihn aber, wie er sie auch braucht und als sie zu ihm gezogen ist, konnte sie noch nicht ahnen, wie es einmal kommen würde. Zur Verabschiedung verabreden sie sich wieder für den nächsten Freitag. Wieder zu Hause erzählt Jürgen seiner Frau Ingeborg, auf Nachfrage, dass er in der letzten Nacht nicht in die Grube eingefahren ist, sondern in der Schlosserei zu tun hatte. Als sie ihm dann noch erklärt, am Abend später zu kommen, da sie noch Überstunden machen muss, kommt es zu einem Streit, da er von ihr schon seit langem verlangt, ihre Arbeit aufzugeben, damit sie immer für ihn da sein kann. Auch wirft er ihr vor, kein Kind haben zu wollen, bevor die wichtigsten Anschaffungen im Haus erledigt sind.
Da Formann sich wieder mit dieser Frau trifft, deren Namen er noch nicht einmal weiß, wird er in der Woche danach zum Betriebsführer bestellt, der nur auf Grund der bisherigen untadeligen Leistungen in den letzten 15 Jahren von einer Entlassung wegen der Fehlschicht absieht. Am darauffolgenden Sonntag findet auf der Zeche eine Versammlung statt, bei der es auch um die Weiternutzung einer neu entwickelten Maschine geht, durch die bereits mehrere Unfälle passiert sind. Hier fordert der Kollege Fritz Lehnertz, die Maschine zu demontieren, bis deren Funktion ausgereift ist. Doch Formann, der bereits betrunken ist, setzt zu einer längeren Rede an, in der es um den Arbeiter als solchen und seine Bedürfnisse geht, weshalb es nicht mehr zur Abstimmung kommt. Dann geht er durch die Stadt und hofft, auf die unbekannte Frau zu treffen, was ihm auch gelingt. Da sie ihm nicht ihre Adresse nennen will, folgt er ihr bis zur Haustür, wo er von ihrem Mann hereingebeten wird, da der ein Herz für Betrunkene hat. In der Wohnung spricht Viktor Polenz, so heißt der Mann, nur im Befehlston mit ihr und hat ständig etwas auszusetzen. Als er sie Zigaretten holen schickt, geht Jürgen hinterher und erfährt dabei, dass Polenz nicht ihr richtiger Mann ist, denn der sitzt in Bautzen. Bei Polenz wohnt sie nur zur Untermiete, der kümmert sich um sie und ihre beiden Kinder, denn irgendwo muss sie ja bleiben.
Wieder zu Hause, findet Jürgen einen Zettel auf dem Tisch, worauf seine Frau ihm mitteilt, in Zukunft wieder bei ihrer Mutter in Dortmund zu wohnen. Um Näheres zu erfahren, klingelt er bei der Nachbarin Frau Borowski. Doch viel mehr weiß die auch nicht. Dann erkundigt er sich nach ihrem Mann, der immer nur am Tisch sitzt und Bilder mit Stacheldraht und Galgen zeichnet. Doch sein Gesundheitszustand hat sich nicht verändert. Anschließend legt sich Jürgen noch etwas hin und geht zur Nachtschicht. So verlaufen die nächsten Wochen, im Gegensatz zu seinem häuslichen Leben, änderte sich im Betrieb nichts. Die Versammlung war inzwischen vergessen, nur Lehnertz verkneift sich jedes freundliche Wort zu Formann. Eines Tages fährt Jürgen nach Dortmund, um sich bei seiner Frau zu entschuldigen, doch seine Schwiegermutter lässt ihn nicht einmal in ihre Wohnung. Also fährt er unverrichteter Dinge wieder nach Hause.
Hier wird er von Frau Borowski gebeten, Zeuge bei einem Gespräch mit einem Mitarbeiter des Sozialamtes zu sein. Sie hatte eine Rentenerhöhung für ihren Mann beantragt, der während des Nationalsozialismus in einem Konzentrationslager zum Invaliden geschlagen wurde. Doch dieser Mitarbeiter verweigert diese Erhöhung und betont, dass die bisherige Rente schon eine Gnade wäre. Erst als ihm von Formann vorgehalten wird, Mitglied in der Kreisleitung der NSDAP gewesen zu sein, woher der Tipp zur Verhaftung Karl Borowskis kam, wurde er etwas kleinlaut und geht. Als Jürgen dann nach Karl sehen will, springt der auf und meldet den Block 17 als vollzählig, da er vermutete, der SS-Obersturmbannführer wäre in seine Stube getreten. Als die Kirchenglocken läuten, denkt Karl es wären die Lagerglocken, die zum Appell rufen. Es fällt sehr schwer, ihn wieder zu beruhigen.
Die Wochen vergehen, Jürgen war ein zweites Mal in Dortmund, jedoch kann er auch diesmal nicht mit seiner Frau sprechen. Als er eines Nachts wieder mit dem Fahrrad an der Bahn entlang zur Zeche fährt, trifft er nach langer Zeit wieder auf die fremde Frau. Da er große Lust auf eine Unterhaltung mit ihr spürt, lässt er die Schicht sausen. So erfährt er auch, dass sie Irene heißt und aus der DDR kommt. Sie sagt ihm aber auch, dass sie nicht wieder an den Bahndamm kommen wird, um ihn zu treffen. Zum Abschied küssen sie sich. Um eine Ausrede für sein Fehlen in der vergangenen Schicht zu haben, wirft er sein Fahrrad unter einen Zug und behauptet, er hätte einen Unfall gehabt. Die Kumpel waren froh, ihn selbst weiterhin gesund zu sehen. Während er am Nachmittag sich ein Fußballspiel im Fernsehen ansieht, klingelt es und die Tochter Borowskis bittet ihn um Hilfe, da ihr Vater wieder einen seiner Anfälle hat. Als Jürgen dessen Zimmer betritt, liegt Karl auf dem Boden und denkt, dass er auf dem Prügelbock liegt. Mit einem Trick holt ihn Jürgen wieder in die Wirklichkeit zurück.
Wieder in seiner Wohnung zurück, klingelt es an seiner Tür und Lehnertz sagt ihm, wie der Rundfunk berichtet, wird die Zeche stillgelegt. Deshalb wollen sich am nächsten Morgen alle Kumpels vor dem Werktor treffen, um sich zu weigern, in die Grube einzufahren. Als die Bergleute sich vor dem Tor versammeln, trifft auch umgehend die Polizei ein und fordert sie auf, sofort die Straße zu räumen und die Arbeit aufzunehmen. Plötzlich taucht in der Menschenmenge Viktor Polenz auf und zertrümmert mit einem Stein die Scheibe eines der Polizeiautos, woran sich dann sofort einige der jungen Kollegen beteiligen. Nun schlägt die Polizei zurück und der größte Teil der Arbeiter flüchtet. Jürgen geht nach Hause, wo seine Frau mit ihrer Mutter eingetroffen ist, da sie sich Sorgen machte, als sie im Radio von den Unruhen vor dem Werktor hörte. Sie beschließen, dass alles wieder in Ordnung ist und die Mutter bleibt auch nur bis zum Abend. Auch im Betrieb ist wieder Frieden eingekehrt, da den Arbeitern eine Umsetzung versprochen wurde, womit sie sich einverstanden erklärten. Noch in den letzten Tagen des Bestehens der Zeche kommt es an der eingesetzten Maschine zu einem Unfall, bei dem sich Fritz Lehnertz einen Fuß schwer verletzt und der Steiger seinen Kopf verliert. Das ist der Grund für Jürgen Formann, sofort die Tätigkeit in dem Betrieb zu beenden, selbst wenn er dadurch jegliche Unterstützung verlieren sollte.

### 2. Teil
Da Jürgen Formann bis 1943 in Dortmund einen Büroberuf erlernt hat, will er sich deshalb in dieser Firma bewerben. Die letzten 30 Jahre hat er in einem Bergwerk gearbeitet, da er dort einfach mehr Geld verdient hat und außerdem mit CARE-Paketen versorgt wurde. Das Gespräch bei Direktor Kaiser lief nicht wie erwartet, denn nach so vielen Jahren Abwesenheit kann ihm keine Arbeit in einem Büro angeboten werden. Jedoch wäre in der Spedition noch eine Stelle frei, die natürlich viel schlechter bezahlt wird. An einem der nächsten Sonntage sind Landtagswahlen und im Wahllokal, der ehemaligen Grubenkantine, trifft Jürgen seinen ehemaligen Kollegen Fritz Lehnertz. Der sagt ihm, dass sein Fuß mit Sicherheit steif bleiben wird und er jetzt halbtags als Pförtner arbeitet. Die Einladung auf ein Bier schlägt er aus, da es ihm in dieser Umgebung nicht schmecken würde. Jedoch hat er nichts gegen ein erneutes Treffen mit Formann. Den ganzen Tag bummelt Jürgen nun mit seiner Frau durch die Stadt. Als sie abends nach Hause kommen stehen viele Menschen und die Polizei vor Borowskis Haus. Von Fritz Lehnertz erfahren sie, dass sich Karl Borowski das Leben genommen hat.
Während der Beisetzung kommt plötzlich der völlig betrunkene Viktor Polenz an die Grabstelle, macht Faxen in Richtung Sarg, streckt die Zunge raus und fällt in das Grab. Jürgen holt ihn mit anderen Helfern dort wieder heraus, aber den Grund, was Polenz dort zu suchen hatte, findet er nicht. Wieder zu Hause steht plötzlich Irene vor der Tür, sagt, dass Polenz im Krankenhaus liegt und nach ihm verlangt. Jürgens Frau hat zwar etwas dagegen, aber der machte sich die ganze Nacht darüber Gedanken, woher sich Polenz und Borowski hätten kennen können. Er nimmt sich also einen weiteren Tag Urlaub, fährt ins Krankenhaus und hier erfährt er, dass Polenz der Auspeitscher am Prügelbock im Konzentrationslager war und Borowski ihn vor drei Jahren auf der Straße erkannt hatte. Er erzählt das jetzt alles, da er wegen seiner Sauferei sowieso nicht mehr lange zu leben hat. Ungefragt erzählt er, dass er aus Oppeln kommt, wie die Frau, die jetzt bei ihm lebt und bis 1945 auch tort wohnte. Auch sie hat ihre Vergangenheit, die sie aber selbst erzählen soll. Er droht Jürgen nur noch, nichts von dem eben Gehörten weiterzuerzählen, denn das würde auch auf sie zurückfallen.
Jürgen geht umgehend zu Irene und stellt sie zur Rede. Jetzt erfährt er, dass ihr geschiedener Mann ebenfalls im gleichen Lager am Prügelbock stand. Sie lernte ihn aber erst 1954 kennen und hatte keine Ahnung von seiner Vergangenheit. Er brachte es in der DDR, durch seine Täuschungen und Lügen, zum höheren Verwaltungsbeamten. Während er seinen Glauben an den Sozialismus nur vortäuschte, war sie selbst davon überzeugt. Als seine wahre Geschichte herauskam, wurde er zu 12 Jahren Haft verurteilt und da sie sich vor ihren Freunden und Bekannten schämte, fand sie in der Flucht in den Westen die Lösung. Hier holte sie Polenz aus dem Grenzdurchgangslager, wer weiß woher er ihren Aufenthaltsort kannte, und sie zog bei ihm ein.
Wieder zu Hause, kann Jürgen das soeben erlebte mit seiner Frau nicht auswerten. Doch beide beschließen gemeinsam in die Berge in Urlaub zu fahren. Jürgen denkt sich, dort wird sich schon die Gelegenheit ergeben, über Polenz und die ganze Geschichte zu reden. Außerdem will er die Reise dazu nutzen, seinen Kinderwunsch zu erfüllen. Doch im Betrieb bekommt er keinen Urlaub und als selbst der Direktor diesen nicht bewilligt, kündigt er spontan. Doch dafür hat seine Frau kein Verständnis und der Ärger geht weiter. Von Borowskis Tochter bekommt er den Rat, sich in Dortmund bei der Firma deplasta zu bewerben, bei der gute Arbeitsbedingungen herrschen sollen und guten Lohn zahlt. Er bewirbt sich, wird eingestellt und ist sehr zufrieden mit seiner Arbeit. Noch nie hatte er eine solch leichte und saubere Tätigkeit. Nur weiß er nicht, was er eigentlich herstellt und seine Kollegen, die schon länger im Betrieb sind, wissen es auch nicht. Doch findet er jetzt öfter Zeit, mal mit seiner Ingeborg spazieren oder tanzen zu gehen.
Eines Tages wartet nach Feierabend Irenes Tochter vor seiner Haustür und sagt, dass er zu ihrer Mutti kommen soll. Bei ihr trifft er auf eine völlig verwüstete Wohnung, denn überraschend wurde Polenz doch wieder aus dem Krankenhaus entlassen. Er war völlig betrunken, randalierte, schlug sie und wollte wissen, wo der Mann ist, womit wahrscheinlich Jürgen gemeint war. Nachbarn kamen ihr zu Hilfe und riefen die Polizei, die er mit faschistischen Reden und Liedern empfing. Irene erzählte den Polizisten von seiner Vergangenheit und er wurde verhaftet. Jetzt will sie sich eine Arbeit und eine neue Wohnung suchen, aber ihr größtes Problem sind die Kinder. Deshalb sucht sie Jürgens Rat. Er verspricht ihr, sich darum zu kümmern und geht sofort zu Frau Borowski, deren Mann ja nicht mehr lebt und deren Tochter jetzt in Dortmund wohnt, da sie dort arbeitet. Er weiß auch, dass sie deshalb Untermieter sucht, doch diese Frau will sie nicht aufnehmen, wenn auch Jürgen nur Gutes über sie sagt. Nach langem Überlegen, stimmt sie doch noch zu.
Im Betrieb hat sich Jürgen an seine immer gleichbleibende Tätigkeit gewöhnt. Als an einem Sonnabend eine Konferenz mit dem Betriebsdirektor angesetzt wird, um über die Verlegung des Arbeitszeitbeginns zu diskutieren, wird er von seiner Abteilung als Vertreter dorthin delegiert. Bei dieser Versammlung legt sich Formann mit dem Betriebsrat und einem Wissenschaftler an, was beim Betriebsdirektor einen großen Eindruck hinterlässt. In einem Gespräch nach der Versammlung bietet der ihm einen besseren Posten in der Endkontrolle an, wobei Jürgen allerdings den Eindruck hat, damit soll er nur ruhiggestellt werden. Als er nach Hause kommt, sitzt seine Frau völlig aufgelöst am Tisch. Für Jürgen steht deshalb fest, dass sie schwanger ist und freut sich darüber. Doch Ingeborg hat im Lotto gewonnen, was der Grund für ihre Euphorie ist. Im anschließenden Streit sagt sie ihm, dass sie nicht Schwanger werden will und hält ihm einen Vortrag über die Wichtigkeit des Geldes. Als sie ihn dann auch noch mit übelsten Ausdrücken beleidigt, verlässt er das Haus und will irgendwohin fahren. Doch dann überlegt er sich das doch noch anders und geht durch eine Einkaufspassage spazieren. Hier trifft er auf Fritz Lehnertz, mit dem er sich ein wenig unterhält. Dabei erfährt er, dass bereits die nächste Grube geschlossen werden soll und am nächsten Tag eine Demonstration dagegen stattfindet, an der auch alle Kumpel seiner ehemaligen Zeche teilnehmen wollen. Nachdem sie sich trennen, findet ihn Ingeborg, entschuldigt sich und gemeinsam gehen sie nach Hause. Am nächsten Morgen findet sich Formann auch am Rand der Demonstration ein.

## Produktion
Das Szenarium stammt von Gerhard Bengsch und für die Dramaturgie war Ottomar Lang verantwortlich. Die Musik wird gespielt von den Dresdner Tanzsinfonikern unter der Leitung von Günter Hörig.
Irrlicht und Feuer wurde als Schwarzweißfilm auf 35 mm-Material gedreht und hatte seine Erstausstrahlung am 21. und 23. August 1966 im Programm des Deutschen Fernsehfunks. Im Fernsehen der Bundesrepublik wurde der Film am 17. und 18. Juni 1968 in der ARD ausgestrahlt.
Irrlicht und Feuer ist auch auf DVD erschienen.

## Kritik
Karl Bongardt schrieb in der Neuen Zeit, dass es immer schwer wäre, den Alltag problemlos in einem Spielfilm zu zeigen. Dieses Werk kann man aber, dank aller Mitwirkenden und trotz einiger Längen, als gelungen bezeichnen.

## Auszeichnungen
- 1967: 4. Internationales Fernsehfestival Zlatá Praha (Goldenes Prag): Besondere Anerkennung der Jury der Fernsehjournalisten für den 1. Teil[2]